# Sonni Ali Ber

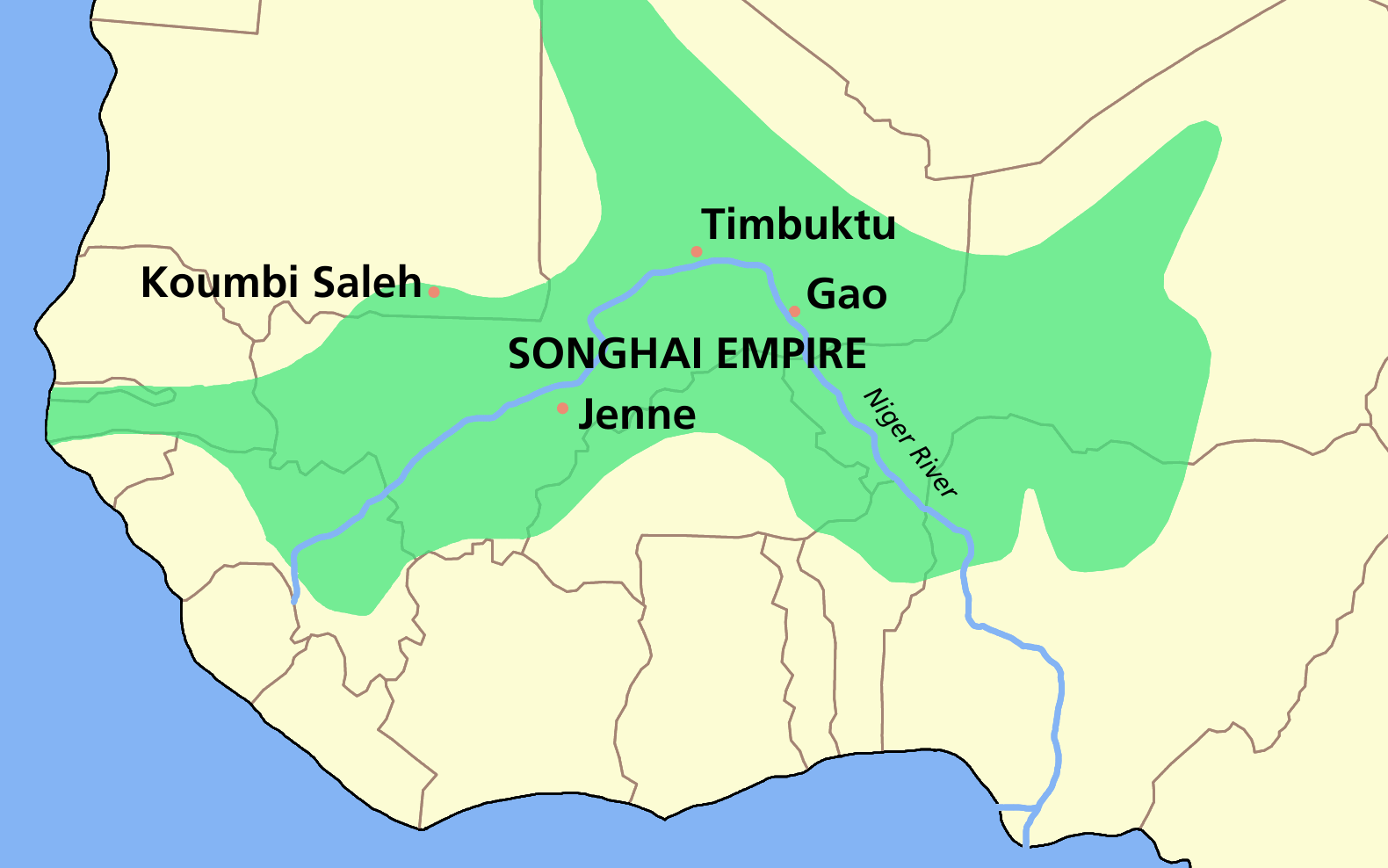
Songhairikets utbredning omkring år 1500.

Sonni Ali Ber, eller bara Sonni Ali, var en av Songhairikets regenter (1464–1492) under sonnidynastin. Under hans regeringsperiod fortsatte den expansion som Sonni Dandi inlett före honom, och både Timbuktu och Djenné erövrades.
Under hans ledning fick Songhairiket en reguljär armé och en krigsflotta på Nigerfloden. Riket blev större än vare sig Maliriket eller Ghanariket någonsin varit.
Ali Ber är dock inte bara känd för sina erövringskrig, utan också för sina försök att jämka samman islam med traditionell västafrikansk kultur. Timbuktu blev nu rikets centrum för kultur och vetenskap.
Sonni Ali Ber drunknade till häst i Konifloden den 6 november 1492.
Han efterträddes i januari 1493 av sonen Sonni Baru, som dock redan i april samma år förlorade makten till militärledaren Muhammad Ture, som blev Muhammad I Askia.